# Kecamatan Pancoran
Kecamatan Pancoran är ett distrikt i Indonesien.   Det ligger i provinsen Jakarta, i den västra delen av landet. Huvudstaden Jakarta ligger i Kecamatan Pancoran.